# Hahnbach (Bawaria)
Hahnbach – gmina targowa w Niemczech, w kraju związkowym Bawaria, w rejencji Górny Palatynat, w regionie Oberpfalz-Nord, w powiecie Amberg-Sulzbach, siedziba wspólnoty administracyjnej Hahnbach. Leży około 10 km na północ od Amberga, nad rzeką Vils, przy drodze B14.

## Dzielnice
W skład gminy wchodzą następujące dzielnice: 
- Adlholz
- Iber
- Hahnbach
- Irlbach
- Luppersricht
- Mimbach
- Pickenricht
- Süß
- Ursulapoppenricht

## Demografia
| Rok  | Liczba mieszkańców |
| 1800 | 710                |
| 1900 | 815                |
| 1939 | 1028               |
| 1946 | 1850               |
| 1950 | 1432               |
| 1990 | 2240               |